# Alfons Hutter
Alfons Hutter (* 1953 in Wendelstein) ist ein deutscher Geistlicher.
Bischof Alois Brems weihte Hutter am 2. Juli 1983 zum Priester. Anschließend wurde er Kaplan in Lauterhofen. 1984 wurde er Domvikar und Bischöflicher Sekretär von Karl Braun. 1988 wurde er Direktor des Diözesanexerzitienhaus Schloss Hirschberg. 1995 wurde er Pfarrer von St. Augustin in Ingolstadt. Zum September 2001 wurde er für die Militärseelsorge in Mittenwald freigestellt. Ab 2005 wirkte er in Amberg und ab 2011 in Fürstenfeldbruck. 2007 erfolgte die Beförderung zum Militärdekan. In dieser Zeit wirkte er auch in Afghanistan, Kosovo und Mali. Beim Attentat am 7. Juni 2003 war er nach dem Anschlag in Kabul zugegen. Am 14. November 2018 verlieh Ursula von der Leyen ihm das Ehrenkreuz der Bundeswehr in Gold. Seit Dezember 2018 wohnt er in Thalmässing und baut die Seelsorge für Militärseelsorger auf.